# سیارک ۲۲۲۶۳
سیارک ۲۲۲۶۳ (به انگلیسی: 22263 Pignedoli، نامگذاری:1980RC) بیست و دو هزار و دویست و شصت و سومین سیارک کشف شده‌است که در ۳ سپتامبر ۱۹۸۰ کشف شد.